# Krokeks kyrka
Krokeks kyrka är en kyrkobyggnad i Krokek i Linköpings stift. Den är församlingskyrka i Kolmårdens församling.
Kyrkans gatuadress är Råsslavägen 10, 618 32 Kolmården.

## Kyrkobyggnaden
Kyrkan uppfördes i nygotisk stil 1895–1896, enligt Fritz Eckerts ritningar, vid Bråviken omkring 6 kilometer söder om Krokeks gamla kyrka som brann ned 28 april 1889. Byggmästare var Frans August Påhlman från Linköping. Grundstenen för den nya kyrkan lades på årsdagen för det 1895. Kyrkan invigdes söndagen 8 november 1896 av biskop Carl Wilhelm Charleville. 1957 restaurerades kyrkan under ledning av arkitekten Kurt von Schmalensee. År 1984 genomfördes en renovering och tillbyggnad: korets mittfönster togs fram, vapenhuset breddades, väntrum och toaletter inreddes i kyrkans västra del och kyrtrappan anpassades för rullstolar och barnvagnar. Det nya teglet för vapenhusets yttre importerades från Danmark. Norrköpingsarkitekten Guy Sjöwall ritade och ledde detta arbete.

## Inventarier
- Korets tre fönster är huggna i glas och utformade av Jan Brazda.
- Kyrkklockorna göts 1896 av N.P. Linderbergs AB i Sundsvall.
- Orgeln har 28 stämmor och är tillverkad av Klemper & Son i Lübeck.
- Dopfunten av marmor är tillverkad av Kolmårdens marmorbruk och ritad av Kurt von Schmalensee. Den tillsammans med altarduk, lampetter för predikstol och andra platser möjliggjordes av en bildad fruntimmersförening.
- Altaret utgörs av en stor marmorskiva från Kolmårdens marmorbruk.
- Altarkorset av silver och kristall liksom två silvervaser är utformade av Wiwen Nilsson.
- Nattvardsservisen, bestående av kalk, paten, oblatask och kanna, kommer från den gamla kyrkan.
- Kyrkan har tre processionskors, varav ett är utformat av Eva Spångberg och ett som är speciellt framtaget för att bäras av barn är utformat av Ingårdas Åsa i intarsia.
- Två utsökta ljusstakar att ställas på altaret i den nya kyrkan blev skänkta av fabrikör Fr. Blomberg, Norrköping
- Marmorbruksaktiebolaget skänkte inskriptionstavlorna över kyrkans sidoportar till den nya kyrkan.

### Orgel
- 1827 byggde Anders Jonsson, Ringarum en orgel.
- 1877 byggde E A Setterquist & Son, Örebro en orgel med 6 1⁄2 stämmor. Den förstördes 1889, när kyrkan brann ner.
- 1896 byggde Anders Victor Lundahl, Stockholm en orgel med 12 stämmor. Orgeln var pneumatisk och hade en rooseveltlåda. Crescendosvällare omfattade stämmorna salicional 8, rörflöjt 8', octava 4', flöjt 4' och octava 2'. Orgeln invigdes tillsammans med kyrkan 8 november 1896.

- Den nuvarande orgeln byggdes 1957 av Kemper & Sohn, Lübeck och är en elektropneumatisk. Fasaden är samtida med orgeln. Registersvällare, två fria kombinationer i pedalen och tre fria kombinationer i manualen har den med.[2] Orgeln renoverades 2010 med ny el och elektronik samt renoverat spelbord. 2012 installerades en Allenorgel i kyrkans kor.[3]

| Ryggpositiv I C-g3 | Huvudverk II C-g3 | Öververk III C-g3     | Pedal C-f1           | Koppel | Kombinationer   |
| Gedackt 8´         | Principal 8´      | Lieblich Gedackt 16'  | Subbas 16´           | I/II   | Kombination I   |
| Principal 4´       | Rörflöjt 8´       | Spelflöjt 8'          | Ekobas 16´           | III/II | Kombination II  |
| Rörflöjt 4´        | Oktava 4´         | Salicional 8'         | Hålflöjt 8'          | III/I  | Kombination III |
| Blockflöjt 2´      | Flöjt 4'          | Koppelflöjt 4'        | Koralbas 4'          | I/P    | Tutti           |
| Spetskvint 1 1/3'  | Oktava 2'         | Nachthorn 2'          | Glöckleinton 2 chor  | II/P   |                 |
| Scharf 4 chor      | Mixtur 4 chor     | Sesquialtera 2-3 chor | Lieblich Posaune 16' | III/P  |                 |
| Krumhorn 8'        | Trumpet 8'        | Oboe 8'               |                      |        |                 |
| Tremulant          |                   | Tremulant             |                      |        |                 |
| Crescendosvällare  |                   | Crescendosvällare     |                      |        |                 |

## Galleri

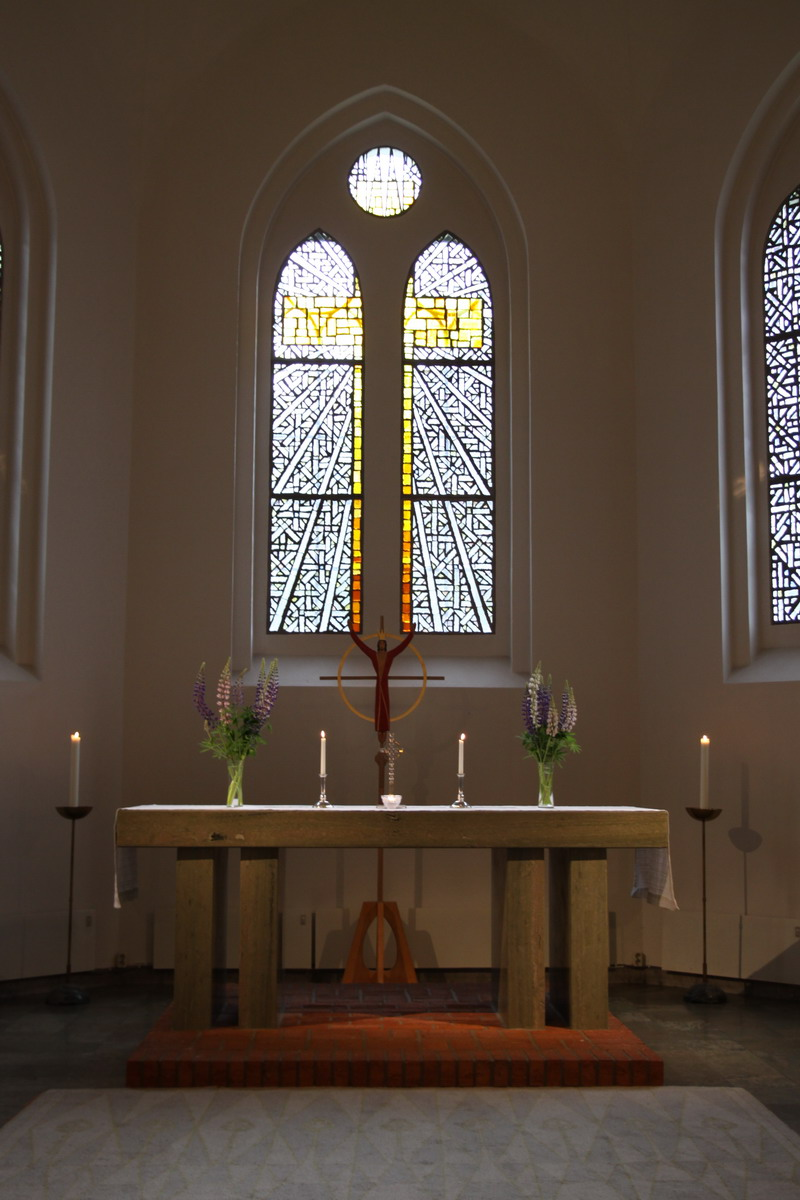
Koret
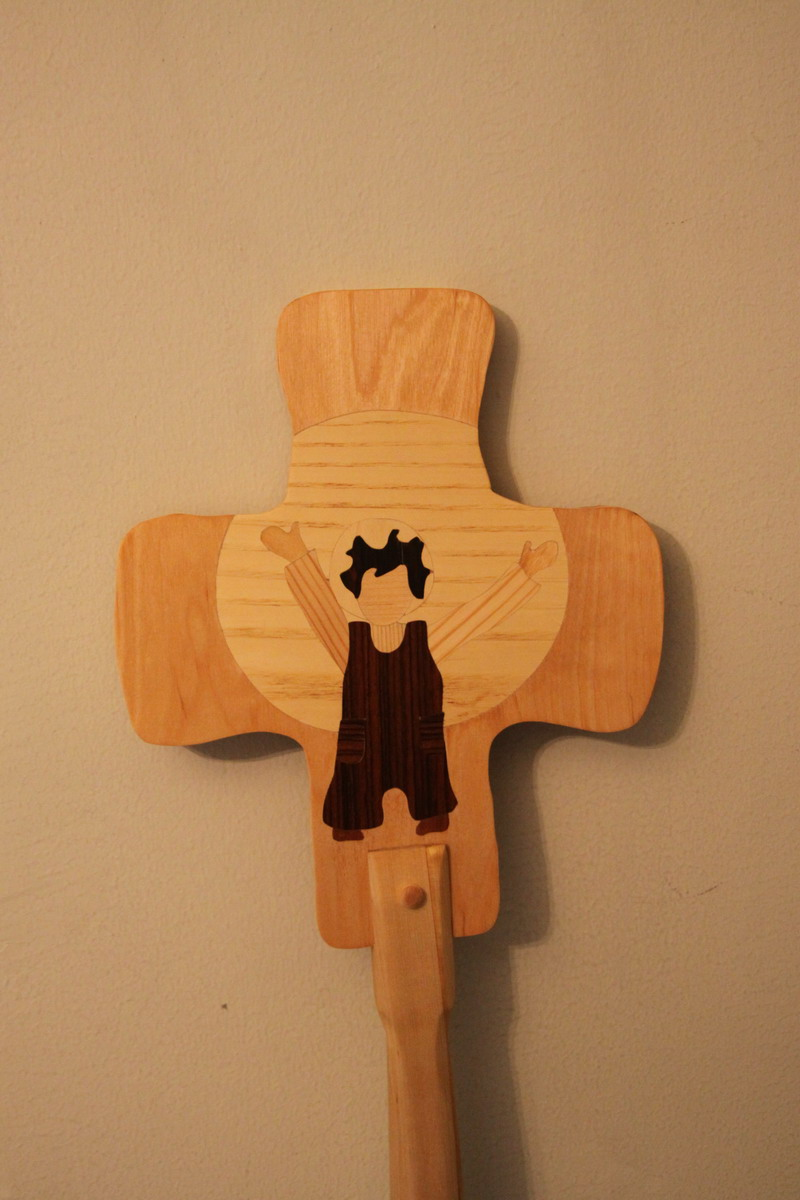
Processionskors för barn
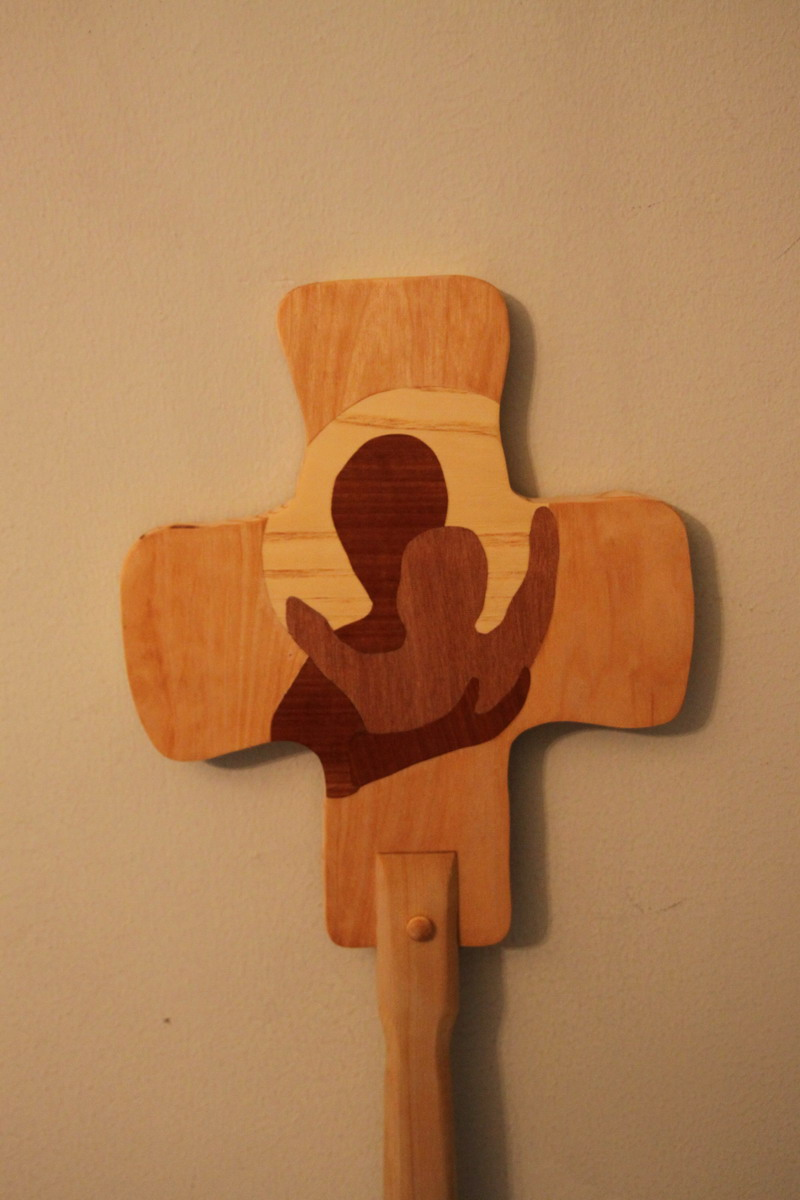
Processionskors för barn
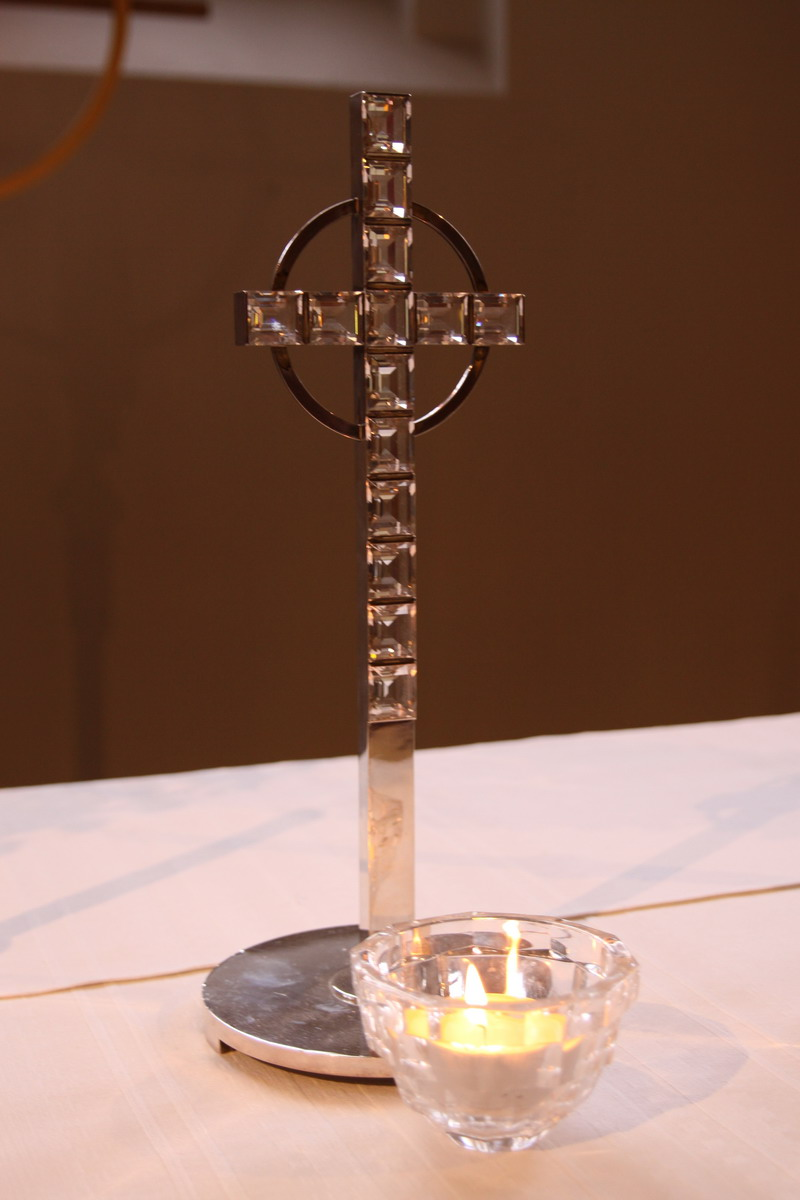
Altarkors